# 烏斯季拉賓斯克區

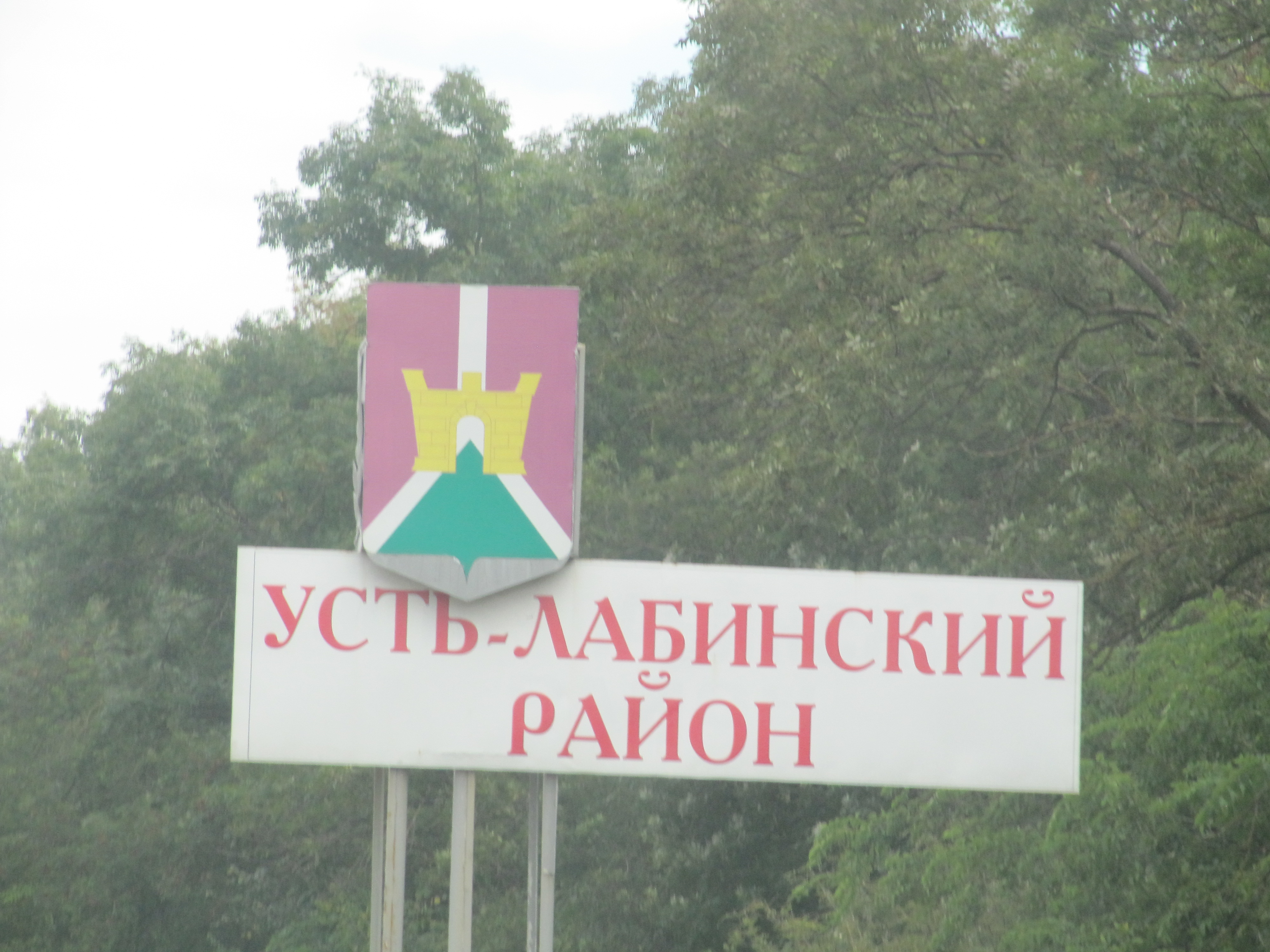

45°12′27″N 39°41′18″E / 45.20750°N 39.68833°E
烏斯季拉賓斯克區（俄语：Усть-Лабинский район），是俄羅斯的一個區，位於該國西南部，由克拉斯諾達爾邊疆區負責管轄，面積1,511平方公里，2010年人口112,900，人口密度每平方公里74.72人。